# Pueblos indígenas de California

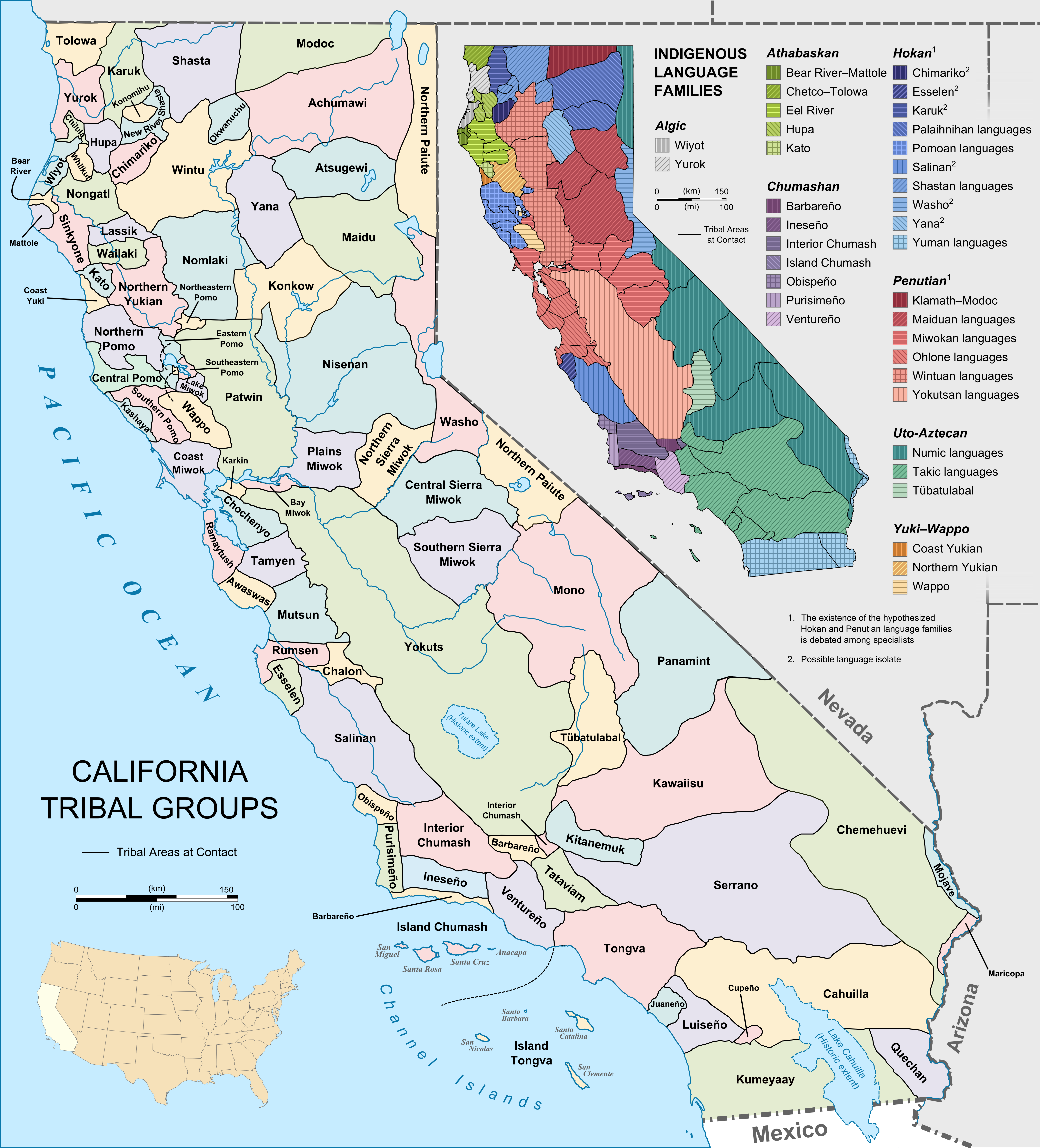
Mapa de California de grupos tribales y lenguas en el tiempo de su contacto con Europa.

Los Pueblos indígenas de California (conocidos como nativos californianos ) son los habitantes indígenas que han vivido o viven actualmente en el área geográfica dentro de los límites actuales de California antes y después de la llegada de los europeos. Con más de cuarenta grupos que buscan ser tribus reconocidas a nivel federal, California tiene la segunda población indígena más grande de los Estados Unidos. El área cultural de California no se ajusta exactamente a los límites del estado de California. Muchas tribus en la frontera oriental con Nevada se clasifican como tribus de la Gran Cuenca, y algunas tribus en la frontera de Oregón se clasifican como tribus de la meseta. Las tribus en la Baja California se clasifican como pueblos indígenas de México.

## Lenguas
Antes del contacto europeo, los californianos nativos hablaban más de 300 dialectos de aproximadamente 100 idiomas distintos. La gran cantidad de idiomas se ha relacionado con la diversidad ecológica de California, y con una organización sociopolítica en pequeños grupos, generalmente 100 individuos o menos, con una «ideología compartida que definió los límites del lenguaje como características naturales inalterables inherente a la tierra».
«La mayoría de los idiomas de la india California pertenece a las familias de lenguas muy localizadas con dos o tres miembros —por ejemplo Yukian, Maidan— o son lengua aislada —por ejemplo Karok, Esselen—.» Del resto, la mayoría son idiomas uto-aztecas o athapascanos. Grupos más grandes han sido propuestos. El Hokan tiene la mayor lejanía en el tiempo y ha sido muy difícil de demostrar; el Penutian es algo menos controvertido.
Existe evidencia que sugiere que los hablantes de los idiomas chumash y lenguas yuki-wappo|yuki, y posiblemente los idiomas del sur de Baja California como el guaicura, estaban en California antes de la llegada de las lenguas penutíes del norte y uto aztecas del este, quizás anteriores incluso a las lenguas hokanas. El wiyot y el yurok están relacionados lejanamente con las lenguas álgicas en una agrupación más grande llamada álgica. Los varios idiomas de las lenguas atabascanas son relativamente recientes, no más de hace aproximadamente 2000 años.

## Historia

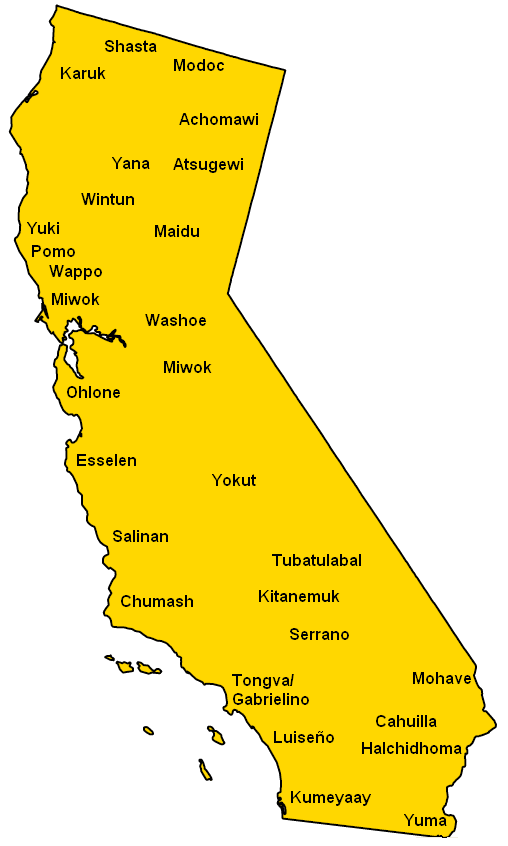
Un mapa que ubica las principales tribus nativas de California, antes de la llegada de los europeos.

### Precontacto
La evidencia de la ocupación humana de California data de al menos 600 años atrás. Antes del contacto europeo, los indios de California tenían 500 subtribus o grupos distintos, cada uno compuesto por 50 a 500 miembros individuales. El tamaño de las tribus de California hoy en día es pequeño en comparación con las tribus en otras regiones de los Estados Unidos. Antes del contacto con los europeos, la región de California contenía la mayor densidad de población de nativos americanos al norte de lo que ahora es México. Debido al clima templado y al fácil acceso a las fuentes de alimentos, aproximadamente un tercio de todos los nativos americanos en los Estados Unidos vivían en el área de California.
Los primeros nativos californianos eran cazadores-recolectores, y la recolección de semillas se generalizó alrededor del año 9000 a. C. Debido a la abundancia local de alimentos, las tribus nunca desarrollaron la agricultura ni labraron el campo. Dos tradiciones culturales primerizas del sur de California incluyen el Complejo La Jolla y el Complejo Pauma, ambos datan de cerca 6050-1000 a. C. Desde el año 3000 hasta el año 2000 a. C., se desarrolló la diversidad regional, y los pueblos hicieron adaptaciones precisas a los entornos locales. Los rasgos reconocibles por las tribus históricas se desarrollaron aproximadamente en el año 500 a. C.
Los indígenas practicaron diversas formas de jardinería forestal sofisticada en los bosques, pastizales, bosques mixtos y humedales para garantizar la disponibilidad de alimentos y plantas medicinales. Ellos controlaron el fuego en una escala regional para crear una baja intensidad del fuego; esto evitó incendios más grandes y catastróficos y sostuvo una agricultura «salvaje» de baja densidad en rotación suelta. Al quemar hierba y maleza, los nativos revitalizaron parcelas de tierra y proporcionaron brotes frescos para atraer a los animales al alimento. Se utilizó una forma de agricultura de extinción de incendios para despejar las áreas de viejo crecimiento y para alentar nuevas en un ciclo repetido; una permacultura.

### Contacto con los Europeos

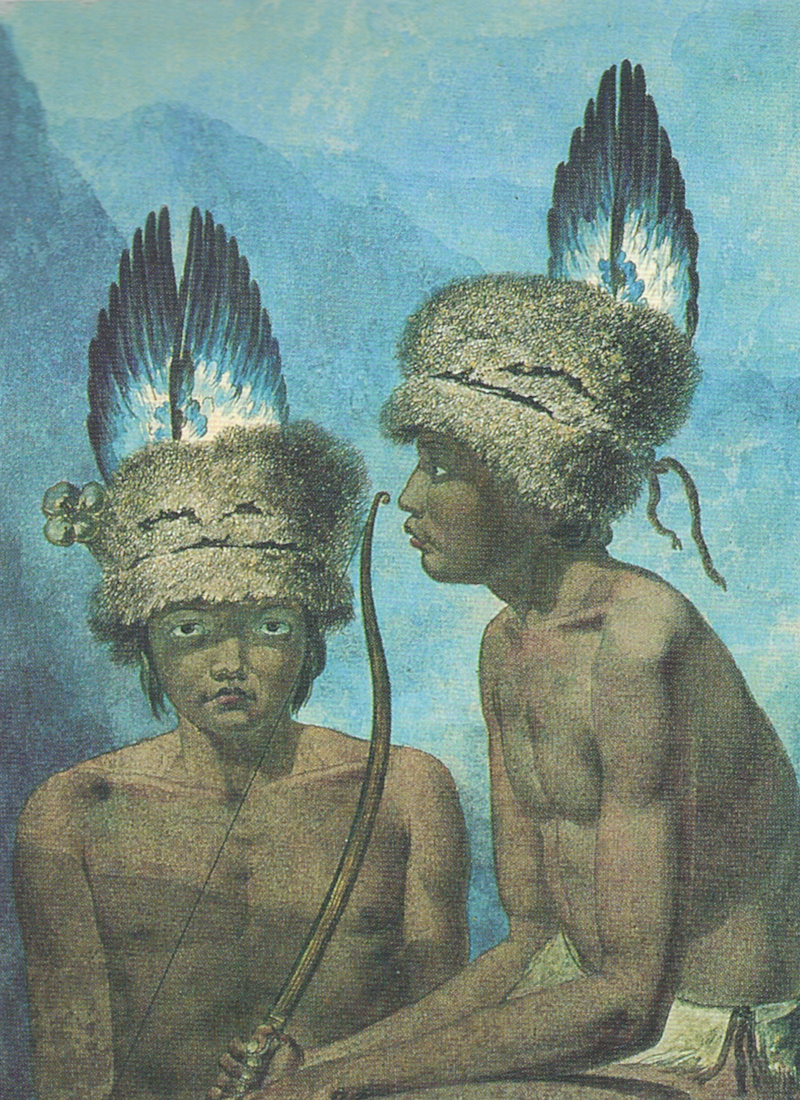
Balthazar, habitante del Norte de California, pintura de Mikhail Tikhanov.

Diferentes tribus se encontraron con exploradores y colonos europeos no nativos en tiempos muy diferentes. Las tribus costeras del sur y del centro con exploradores españoles y británicos a mediados del siglo XVI. Tribus como los indios Quechan también conocidos como Yuma, en lo que hoy es el sureste de California y el sudoeste de Arizona se encontraron por primera vez con exploradores españoles en los años 1760 y 1770. Las tribus en la costa del noroeste de California, como los Miwok, Yurok y Yokut, tuvieron contacto con exploradores y gente de mar rusos a fines del siglo XVIII.  En las regiones interiores remotas, algunas tribus no conocieron a los no nativos hasta mediados del siglo XIX.

## Era de las misiones
Los exploradores españoles llegaron a las costas de California a comienzos del siglo XVI. En 1769 se construyó la primera misión franciscana en San Diego, llamada Misión de San Diego de Alcalá. Fue fundada en 1769 por el fraile Junípero Serra en la zona entonces habitada por amerindios kumeyaay. Los españoles construyeron 21 misiones adicionales en California. Su introducción de especies de plantas invasoras europeas y enfermedades no nativas resultó en estragos involuntarios y altas fatalidades para las poblaciones nativas.

### SigloXIX
La población amerindia de California fue reducida en un 90 % durante el siglo XIX: pasó de los 200 000 al inicio del siglo a los 15 000 a finales del siglo. Las epidemias barrieron California, como la epidemia de malaria de 1833.
Desde principios hasta mediados del siglo XIX, las tribus costeras del noroeste de California tuvieron múltiples contactos con exploradores rusos debido a la colonización rusa de América. En ese período de tiempo, la exploración rusa de California y los contactos con la población local generalmente se asociaron con la actividad de la compañía ruso-americana. Un explorador ruso, el barón Ferdinand von Wrangell, visitó California en 1818, 1833 y 1835. En busca de un sitio potencial para un nuevo puesto avanzado de la compañía en California en lugar de Fort Ross, la expedición de Wrangell encontró a los indios al norte de la Bahía de San Francisco. En sus notas Wrangell comentó que las mujeres locales, acostumbradas al trabajo físico, parecían tener una constitución más fuerte que los hombres, cuya principal actividad era la caza. La provisión local consistía principalmente de pescado y productos hechos de semillas y granos: generalmente bellotas molidas y centeno silvestre. Wrangell conjeturó sus impresiones de los indios de California como un pueblo con una propensión natural a la independencia, el espíritu inventivo y un sentido único de lo bello. [20] .
Otra expedición rusa notable en California fue la visita de trece meses del científico Ilya Voznesensky en 1840-1841. El objetivo de Voznesensky era reunir algunos materiales etnográficos, biológicos y geológicos para la colección de la Academia Imperial de Ciencias. Describió a los lugareños que conoció en su viaje a Cabo Mendocino como «las indómitas tribus indias de Nueva Albión, que deambulan como animales y, protegidos por una vegetación impenetrable, evitan ser esclavizados por los españoles».
En 1834 las misiones españolas pasaron a control mexicano y sus propiedades fueron secularizadas, pero las tierras bajo su control no se revirtieron en las tribus, sino que hizo concesiones de tierras a los colonos de ascendencia europea, al menos parcialmente. Muchos indios sin tierra encontraron trabajo como asalariados en las haciendas. Los Estados Unidos tomaron el control de California en 1848 con la firma del Tratado de Guadalupe Hidalgo, que no reconocía la propiedad de la tierra aborigen.

#### Fiebre del oro (1845-1855)

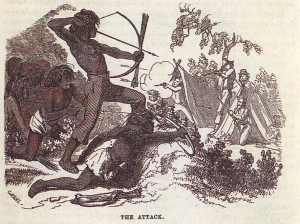
Combate entre mineros y amerindios.

El 19 de agosto de 1848, el diario New York Herald fue el primer periódico en la Costa Este que anunció que se había descubierto oro en California. El 5 de diciembre de ese año, el presidente James Polk confirmó el descubrimiento en un discurso ante el Congreso de los Estados Unidos. Adicionalmente, las multitudes de inmigrantes llegadas por esta situación, estaban obligando a los aborígenes a salir de sus áreas tradicionales de caza y pesca. Para proteger sus hogares y su forma de vida, los indígenas comenzaron a atacar a los mineros, lo que originó una serie de contraataques. La inferioridad en el armamento de los aborígenes provocó que fueran masacrados.

#### Conflictos y genocidio

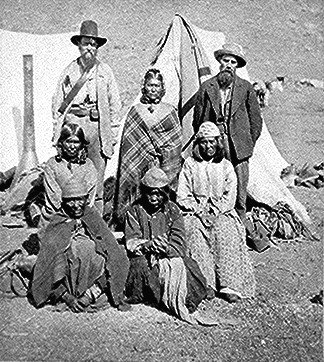
Pueblo modoc en 1873.

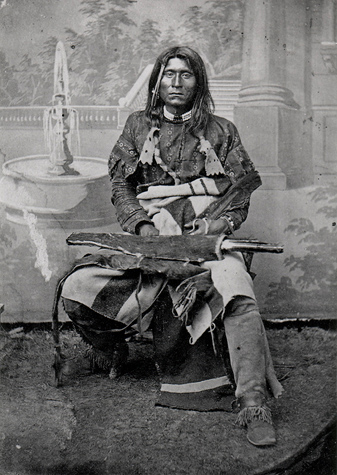
Capitán Jack, líder de los modoc.

La mayor parte del interior de California, incluidos los desiertos de California y el Valle Central estaba en posesión de las tribus locales hasta la adquisición de Alta California por los Estados Unidos. A medida que la ola de inmigrantes de los Estados Unidos comenzó a establecerse en el interior de California durante la fiebre del oro, comenzaron a surgir conflictos entre los aborígenes y los inmigrantes. La serie de masacres, batallas y guerras entre los Estados Unidos y los pueblos indígenas de California que duró de 1850 a 1880 se conoce como las Guerras indias de California. Después de que se introdujeron pistolas y caballos en los pueblos indígenas de California a principios del siglo XIX, las tensiones entre las tribus vecinas comenzaron a aumentar. En combinación con la migración masiva, eso causó cambios dramáticos. Cuando en 1846 el Applegate Trail atravesó el territorio del pueblo modoc, los migrantes y su ganado dañaron el ecosistema del que dependían los lugareños.
Algunos antropólogos insisten en que la resistencia indígena a menudo se utiliza para camuflar el genocidio en la historia colonial. Por ejemplo, la etapa final de la guerra Modoc se desencadenó cuando los hombres modoc liderados por Kintpuash (alias el Capitán Jack) asesinaron al general Edward Canby en la tienda de la paz en 1873. Sin embargo, no es muy conocido que entre 1851 y 1872 la población modoc disminuyó entre el 75 y el 88 % como resultado de siete campañas anti-modoc iniciadas por los blancos. Hay evidencia de que la primera masacre de los modocs por los hombres blancos posiblemente ocurrió ya en 1840. Según la historia contada por un jefe de la tribu Achumawi (vecina a los modocs), un grupo de tramperos del norte se detuvo junto al lago Tule alrededor del año 1840 e invitó a los modocs a una fiesta. Cuando se sentaron a comer, el cañón fue disparado y muchos indios fueron asesinados. El padre del capitán Jack estaba entre los sobrevivientes de ese ataque. Desde entonces, los modocs resistieron a los intrusos notoriamente.

### SigloXX

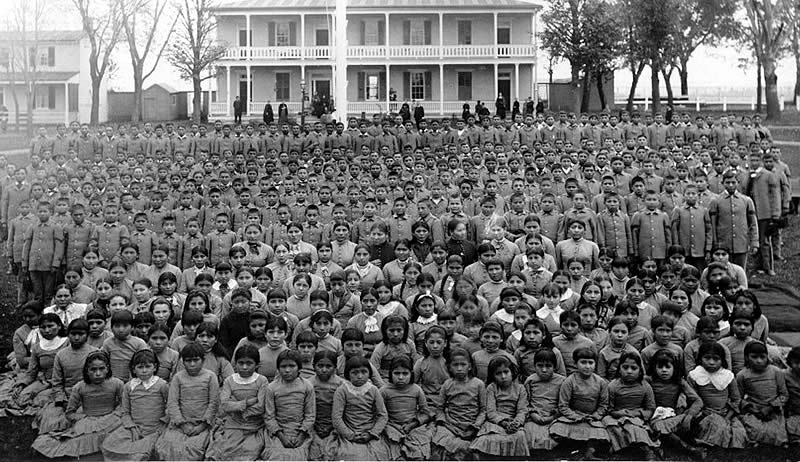
Estudiantes en Carlisle Indian Industrial School, Pensilvania (c.1900).

Durante el final del siglo XIX y el comienzo del siglo XX, el gobierno intentó forzar a los pueblos indígenas a romper los lazos con su cultura nativa y tribalismo y asimilarse con la sociedad blanca. En California, el gobierno federal estableció formas de educación tales como las escuelas de día de reserva y los internados de indios americanos; en algunas escuelas públicas también les permitían asistir a los indios. La mala ventilación y la nutrición (debido a la financiación limitada) y las enfermedades eran problemas típicos en las escuelas para los indios americanos. Además de eso, la mayoría de los padres no estaban de acuerdo con la idea de criar a sus hijos como blancos: en los internados se obligaba a los estudiantes a usar ropa y cortes al estilo europeo, se les daban nombres europeos y se prohibía hablar en lenguas indígenas. La comunidad nativa americana reconoció que los internados de indios americanos oprimieron su cultura nativa y exigió el derecho de sus hijos a acceder a las escuelas públicas. En 1935, las restricciones que prohibían a los nativos americanos asistir a las escuelas públicas fueron eliminadas oficialmente.
Desde la década de 1920, varios grupos de activistas indios exigían que el gobierno federal cumpliera las condiciones de los 18 tratados de 1851-1852 que nunca fueron ratificados y, al parecer, fueron clasificados. En 1944 y en 1946 los pueblos originarios presentaron reclamaciones de reembolso pidiendo compensaciones por las tierras afectadas por los tratados y las concesiones de tierras mexicanas. Ganaron $ 17,5 millones y $ 46 millones, respectivamente.

### SigloXXI
California tiene la mayor población de nativos americanos de cualquier estado en los Estados Unidos, con 723 000 identificando a una tribu de «indios americanos o nativos de Alaska» como un componente de su raza —14 % del total nacional—. Esta población creció un 15 % entre 2000 y 2010, mucho menos que la tasa de crecimiento nacional del 27 %, pero más alta que la tasa de crecimiento de la población para todas las etnias, que fue de aproximadamente 10 % en California durante esa década. Más de 50 000 personas indígenas viven en Los Ángeles.

De acuerdo con la Conferencia Nacional de Legislaturas Estatales, actualmente hay más de cien grupos o tribus indígenas reconocidos a nivel federal en California, incluidos los que se extienden a varios estados.  El reconocimiento federal otorga oficialmente a las tribus indias acceso a servicios y fondos de la Bureau of Indian Affairs, y fondos federales y estatales para programas Tribal TANF / CalWORKs.

## Cultura
Las bellotas son un alimento tradicional primario en gran parte de California. El maíz también era muy importante. Las dietas de diferentes tribus incluían pescado, mariscos, insectos, ciervos, alces, antílopes y plantas como el castaño de indias, la semilla de salvia y el yampah ( perideridia).